# Босово
Босово — деревня в Вашкинском районе Вологодской области.
Входит в состав Андреевского сельского поселения (с 1 января 2006 года по 8 апреля 2009 года входила в Островское сельское поселение), с точки зрения административно-территориального деления — в Островский сельсовет.
Расстояние до районного центра Липина Бора по автодороге — 50,5 км, до центра муниципального образования деревни Андреевская по прямой — 10 км. Ближайшие населённые пункты — Антропово, Матвеева Гора, Мосеево, Трошино, Шугино.
По переписи 2002 года население — 7 человек.